# 무단파
무단파(일본어: 武断派 ぶだんは[*])는 도요토미 정권 내부 파벌 중 하나이다. 도요토미 히데요시의 부하 무사들 가운데 군무를 맡은 자들을 가리킨다. 무단파 무장으로는 가토 기요마사, 후쿠시마 마사노리, 와키자카 야스하루 등이 있었다. 무단파와 대비되어 관료를 맡은 무사들을 문치파라고 부른다.
무단파의 여러 장수들은 여러 전투에서 전공을 세워 히데요시의 천하통일에 크게 공헌했지만, 통일이 진행됨에 따라 전투의 기회가 감소하여 점차 입지가 줄어들었다. 대신 도요토미 정권 중추에서 문치파가 권세를 휘둘렀는데, 문치파 대표격인 이시다 미쓰나리는 전투 최전선에서 싸우는 일이 거의 없었기에 그에 반발심을 갖는 무단파 무사들이 적지 않았다.
문치파와 무단파의 대립은 히데요시 사후에 표면화되어, 무단파는 도쿠가와 이에야스와 유착한다. 히데요시의 고명을 받은 마에다 도시이에는 이에야스를 경계하여 두 파를 조정하려 시도했다. 그러나 도시에에도 곧 병사했고, 이로 이해 갈등을 막을 사람이 없어져 무단파 무사 7명이 미쓰나리를 습격하는 사건(이시다 미쓰나리 습격사건)을 일으킨다. 이는 곧 세키가하라 전투로 이어지게 된다.
무단파 역시 도요토미 가문에 충성한 무사들로 이루어진 파벌이었기에, 세키가하라 전투 이후 이에야스에 의해 대부분 팽당한다. 예컨대 기요마사는 이에야스와 도요토미 히데요리의 회담 이후 귀가하다 급사했는데, 이에야스가 독살한 것이라는 소문이 파다했다.